# Timo Descamps
Pour les articles homonymes, voir Descamps.
Timo Descamps est un chanteur et acteur de télévision belge né le 27 mai 1986 à Kontich.

## Filmographie sélective

### Cinéma
- 2011 : Judas Kiss de J.T. Tepnapa : Shane Lyons

### Télévision
- 2005-2008 : Spring : Jo De Klein (12 épisodes)
- 2009-2010 : SpangaS : Nelson Batenburg

## Théâtre
- 2008 : La Croisade en jeans (Kruistocht in spijkerbroek) dans une mise en scène de Rogier van de Weerd : Dolf Vega

## Distinctions

### Récompenses
- 2009 : Vlaamse Musicalprijs du meilleur du meilleur nouveau venu dans une comédie musicale pour La Croisade en jeans.